# Юрматы (Фёдоровский район)
Юрматы (баш. Юрматы) — село в Федоровском районе Башкортостана, центр Пугачевского сельсовета.

## Географическое положение
Расстояние до:
- районного центра (Фёдоровка): 53 км,
- ближайшей ж/д станции (Мелеуз): 28 км.

## История
Деревня Юрматы возникла 1818 году и называлась Ново-Юрматы. Башкирское население сформировалось из выходцев разных деревень (Бурангулово (ныне Азнаево), Иткулово, Азнагулово, Уразбаево) Юрматынской волости, ныне Ишимбайский район РБ). Первыми основателями деревни Юрматы, согласно VIII ревизией (переписи)1834 г.  были башкиры-вотчинники 9 семей во главе сотника Бикъяна Ялчина.
Сотник Бикъян Ялчин прямой потомок руководителей башкирских восстаний (1662-1664) Бекзяна Токтамыша и Урасланбека Бакканина.
Ко дню переписи населения в 1834 г. в деревне Юрматы в 16 дворах проживали всего 99 человек.
В 1859 г. в 70 дворах жили 240 мужчин и 224 женщины, в том числе вотчинников-мужчин было 77, припущенников-мишар из дер Карагуш 163 человека. 
В 1842 г. на 99 башкир было засеяно озимого хлеба — 152, ярового — 424 пуда. На них приходилось лошадей — 108, крупного рогатого скота — 79, овец — 28 голов, 3 козы.
По переписи населения 1897 года в деревне постоянно проживали 842 человека.
10 июля 1919 года по инициативе Политотдела 20 Пензенской стрелковой дивизии в деревне Юрматы был организован Юрматинский сельский совет. В конце декабря 1930 года Юрматинский, Хитровский, Логиновский, Веровский , Ивановский, Французовский сельсоветы были объеденены в Пугачевский сельсовет с центром в деревне Веровка. С 1961 года центром Пугачевского сельсовета является деревня Юрматы.
Средняя образовательная школа, детский сад «Кояшкай», сельская врачебная амбулатория, Юрматинский сельский Дом культуры, сельская библиотека.
Заслуженные люди сельского поселения
Кулушева Роза Махмутовна - Заслуженный животновод Башкирской АССР.
Валитов Рафкат Шафикович -  Заслуженный работник сельского хозяйства Республики Башкортостан.https://www.lawmix.ru/zakonodatelstvo/1471755
Валиуллин Миниамет Ахметович -  Заслуженный механизатор Башкирской АССР.
Жители, удостоенные государственных наград за трудовую деятельность
Валитов Наиль Хамзович – орден «Трудовой славы» 3-й степени.
Шабанова Хаят Хамзеевна – медаль «За трудовую доблесть», орден "Мать героиня"
Тимербулатов Мунир Шакурович - медаль «За трудовое отличие».

## Население
| 2002 | 2009 | 2010 |
| ---- | ---- | ---- |
| 748  | →748 | ↗749 |

Национальный состав
Согласно переписи 2002 года, преобладающие национальности — татары (64 %), башкиры (30 %).

## Образование
Имеется средняя общеобразовательная школа. 

## Достопримечательности
- родник Салкын,
- родник Ивановский,
- родник Мансур,
- пруд Саитовский.

## Религия
В селе есть мечеть «Миниса».